# Demétria (filha de Anício Hermogeniano Olíbrio)
Demétria (em latim: Demetrias) foi uma nobre romana do final do século IV e começo do V.

## Vida
Era filha de Anício Hermogeniano Olíbrio, cônsul em 395, e Tirrânia Anícia Juliana e neta do lado de seu pai de Sexto Petrônio Probo, cônsul em 371, e Anícia Faltônia Proba. Foi descrita por Jerônimo entre os mais nobres e ricos do Império Romano. Em 414, decidiu viver uma vida religiosa e permaneceu virgem e recebeu carta de Jerônimo louvando-a por sua decisão; nessa época estava prestes a casar, mas desiste. Foi destinatária de uma carta do heresiarca Pelágio da Bretanha e citada na Sobre a Graça de Cristo de Agostinho de Hipona. Construiu uma Igreja de São Estêvão numa propriedade sua na via Latina, a 3 milhas de Roma, e morreu quando no tempo do papa Leão I (r. 440–461).